# Colí crestat
El colí crestat (Colinus cristatus) és una espècie d'ocell de la família dels odontofòrids (Odontophoridae) que habita sabanes, zones arbustives i praderies d'Amèrica Central i del Sud, des del sud-oest de Costa Rica i Panamà, fins a Colòmbia, Veneçuela, Guaiana i zona adjacent del nord del Brasil.